# Décès en 1985
Décès
- 1981
- 1982
- 1983
- 1984
- 1985
- 1986
- 1987
- 1988
- 1989

Cet article présente une liste de personnalités mortes au cours de l'année 1985.
La liste des personnes référencées dans Wikipédia est disponible dans la page de la Catégorie:Décès en 1985
Pour une information complémentaire, voir la page d'aide.
- 1er janvier : Hermann Reutter, compositeur et pianiste allemand (° 17 juin 1900).
- 2 janvier : Jacques de Lacretelle, écrivain français (° 14 juillet 1888).
- 3 janvier :
  - Lucien Cailliet, compositeur, arrangeur, orchestrateur, chef d'orchestre, clarinettiste, saxophoniste et pédagogue américain d'origine française (° 22 mai 1891).
  - Jean-Jacques Kretzschmar, footballeur français (° 11 janvier 1925)[1].
- 7 janvier : Jules Vandooren, footballeur international français devenu entraineur et sélectionneur du Sénégal (° 30 décembre 1908).
- 10 janvier : Tsianina Redfeather Blackstone, chanteuse américaine d'origine Creek (° 13 décembre 1882).
- 11 janvier : William John McKell, homme politique britannique puis australien (° 26 septembre 1891).
- 15 janvier : Salvador Cardona, coureur cycliste espagnol (° 12 janvier 1901).
- 18 janvier : Santiago Urtizberea, footballeur espagnol (° 25 juillet 1909).
- 19 janvier : Sylvain Grysolle, coureur cycliste belge (° 12 décembre 1915).
- 22 janvier : Alejandro Díaz Bialet, homme politique argentin (° 1915).
- 23 janvier : Pierre Vitali, peintre, lithographe et sculpteur français (° 13 septembre 1921).
- 24 janvier :
  - Dalmacio Langarica, coureur cycliste espagnol (° 5 décembre 1919).
  - Antonio Andrés Sancho, coureur cycliste espagnol (° 27 avril 1913).
- 25 janvier : René Audran, haut fonctionnaire français du ministère de la Défense et ingénieur général de l'armement (° 22 juillet 1929).
- 28 janvier : Alfredo Foni, footballeur international italien devenu entraîneur et sélectionneur de son pays (° 20 janvier 1911).

- 3 février : Santiago Lazcano, coureur cycliste espagnol (° 8 mars 1947).
- 4 février :
  - Ramon Llorens, footballeur espagnol (° 1er novembre 1906).
  - Madeleine Plantey, peintre française (° 19 août 1890).
- 5 février :
  - Hans Croon, footballeur néerlandais devenu entraîneur (° 25 mai 1936).
  - Lucien Langlet, peintre français (° 21 août 1927).
- 6 février :
  - James Hadley Chase, écrivain britannique (° 24 décembre 1906).
  - Muriel Gardiner, psychanalyste américaine (° 23 novembre 1901).
- 7 février : Georges Gramme, homme politique belge (° 22 février 1926).
- 8 février : Louis Caput, coureur cycliste français (° 23 janvier 1921).
- 11 février : 
  - Henry Hathaway, cinéaste américain (° 13 mars 1898).
  - Talgat Nigmatulin, acteur de cinéma soviétique (° 5 mars 1949).
- 12 février : Nicholas Colasanto, acteur et réalisateur américain (° 19 janvier 1924).
- 13 février : Aderbal Ramos da Silva, homme politique brésilien (° 18 janvier 1911).
- 16 février : Alí Primera, auteur-compositeur et chanteur vénézuélien (° 31 octobre 1942).
- 17 février : Thérèse Grimont, peintre française (° 3 décembre 1901).
- 26 février : Constant Le Breton, peintre, graveur et illustrateur français (° 11 mars 1895).

- 1er mars :
  - Charlotte Delbo, écrivaine et résistante déportée française (° 10 août 1913).
  - Yves Faucheur, peintre, décorateur et costumier de théâtre français (° 21 juillet 1924).
  - Alfred Zeisler, acteur, producteur, réalisateur et scénariste américain d'origine allemande (° 26 juillet 1897).
- 8 mars :
  - Edward Andrews, acteur américain (° 9 octobre 1914).
  - Alfonso Saldarriaga, footballeur international péruvien (° 23 janvier 1902).
- 10 mars : Konstantin Tchernenko, homme d'État russe puis soviétique (° 24 septembre 1911).
- 20 mars : Ruytchi Souzouki, peintre, décorateur, illustrateur, lithographe, graveur et critique d’art japonais (° 2 août 1904).
- 21 mars :
  - Jacques Dupont, pianiste et compositeur français (° 7 août 1906).
  - Michael Redgrave, acteur britannique (° 20 mars 1908).
- 23 mars :
  - Joseph Novales, coureur cycliste espagnol naturalisé français (° 23 juillet 1937).
  - Zoot Sims, saxophoniste de jazz américain (° 29 octobre 1925).
- 24 mars :
  - Arthur Blake, acteur américain (° 24 février 1914).
  - Georges Carbonnet, footballeur français (° 16 mai 1910).
  - Raoul Ubac, peintre, graveur et sculpteur belge (° 31 août 1910).
- 25 mars :
  - Sandër Prosi, acteur albanais (° 6 janvier 1920).
  - Zvee Scooler, acteur et animateur de radio américain (° 1er décembre 1899).
- 27 mars : Pierino Baffi, coureur cycliste italien (° 15 septembre 1930).
- 28 mars :
  - Ana Rosa Chacón, féministe et femme politique costaricienne (° 1889).
  - Marc Chagall, peintre français d'origine russe (° 7 juillet 1887).
  - Henry Hansen, coureur cycliste danois (° 16 mars 1902).
- 29 mars : Sœur Sourire, chanteuse belge (Dominique, nique, nique…) (° 17 octobre 1933).

- 1er avril : Gregorio Sciltian, peintre figuratif russe (° 20 août 1900).
- 4 avril :
  - Ramón Alva de la Canal, peintre, illustrateur et éducateur mexicain (° 29 août 1892).
  - Cesare Moretti Jr., coureur cycliste sur piste américain (° 6 septembre 1914).
- 7 avril : Bossekota Likaala, homme politique et homme d'affaires congolais (° 14 septembre 1947).
- 8 avril :  John Frederick Coots, auteur et compositeur américain (° 2 mai 1897).
- 10 avril : Vladimir Jankélévitch, philosophe français (° 31 août 1903).
- 11 avril :
  - Enver Hoxha, dirigeant albanais (° 16 octobre 1908).
  - Fred Uhlman, écrivain et peintre britannique d'origine allemande (° 19 janvier 1901).
- 12 avril :
  - Vicente Sasot, joueur et entraîneur de football espagnol (° 21 janvier 1918).
  - Germain Van der Steen, peintre français (° 7 juillet 1897).
- 16 avril : Scott Brady, acteur américain (° 13 septembre 1924).
- 18 avril : Claude Nordmann, historien français (° 1er avril 1923).
- 22 avril : Jacques Ferron, médecin et écrivain québécois (° 20 janvier 1921).
- 24 avril : François Neuens, coureur cycliste luxembourgeois (° 6 septembre 1912).
- 25 avril : Richard Haydn, acteur et réalisateur britannique (° 10 mars 1905).
- 30 avril : Jules White, producteur de cinéma, réalisateur, acteur et scénariste américain d'origine hongroise (° 17 septembre 1900).

- 1er mai : Mohammed Saleh Bendjelloul, médecin et homme politique algérien (° 8 décembre 1893).
- 2 mai : Omer Huyse, coureur cycliste belge (° 22 août 1898).
- 4 mai :
  - Georges Cohendy, juriste et homme politique français (° 15 juin 1886).
  - Harry Earles, acteur américain (° 3 avril 1902).
- 5 mai : Piet van Kempen, coureur cycliste sur piste néerlandais (° 12 décembre 1898).
- 7 mai :
  - Luis Arenal Bastar, peintre, graveur et sculpteur mexicain (° 1909).
  - Jean Milhau, peintre français (° 21 décembre 1902).
- 8 mai : Harry Snell, coureur cycliste suédois (° 7 octobre 1916).
- 10 mai :  Yin Zizhong, musicien chinois (° 1903).
- 11 mai : Chester Gould, dessinateur américain (° 20 novembre 1900).
- 12 mai : Jean Dubuffet, artiste français (° 31 juillet 1901).
- 13 mai : Gabriel Dubois, coureur cycliste français (° 31 août 1911).
- 14 mai : Jean Léon, peintre français (° 28 juin 1893).
- 15 mai : Jackie Curtis, actrice de cinéma transgenre et poétesse américaine (° 19 février 1947).
- 16 mai : Edgard De Caluwé, coureur cycliste belge (° 1er juillet 1913).
- 17 mai : Eso Peluzzi, peintre pointilliste italien (° 6 janvier 1894).
- 18 mai : Penn Nouth, homme politique cambodgien (° 15 avril 1906).
- 19 mai :
  - Jay Barney, acteur américain (° 14 mars 1913).
  - Herbert Ruff, compositeur, chef d'orchestre et pianiste polonais (° 16 septembre 1918).
  - Jean Viollier, peintre suisse (° 24 juillet 1896).
- 22 mai : Guy Baer, peintre suisse (° 8 février 1897).
- 23 mai :
  - Pedro Coronel, peintre et sculpteur mexicain (° 25 mai 1923).
  - María Currea, féministe colombienne (° 28 mai 1890).
- 24 mai : Romano Gazzera, peintre italien (° 18 août 1906).
- 25 mai : Paul Surtel, peintre français (° 20 septembre 1893).

- 1er juin : Richard Greene, acteur britannique (° 25 août 1918).
- 6 juin :
  - Willy Bocklant, coureur cycliste belge (° 26 janvier 1941).
  - Lucien Schwob, peintre, dessinateur, lithographe et essayiste suisse (° 7 octobre 1895).
- 10 juin : George Chandler, acteur américain (° 30 juin 1898).
- 11 juin :
  - Norman Claridge, acteur britannique (° 29 août 1903).
  - Pierre Tal Coat, peintre, graveur et illustrateur français de l'École de Paris (° 12 décembre 1905).
- 12 juin : Andrew Deoki, avocat et homme politique fidjien (° 21 janvier 1916).
- 18 juin : Paul Colin, peintre, dessinateur, costumier, scénographe, affichiste et  lithographe français (° 27 juin 1892).
- 19 juin :
  - Giulio Ceretti, journaliste, syndicaliste et homme politique italien (° 11 octobre 1903).
  - Ilka Gedő, peintre et dessinatrice hongroise (° 26 mai 1921).
- 20 juin : Dragan Šajnović, violoniste bosnien (° 18 octobre 1907).
- 23 juin : Paul Seston, Paul Seston, peintre français (° 1er octobre 1905).
- 24 juin :
  - George K. Arthur, acteur et producteur de cinéma britannique (° 27 janvier 1899).
  - Valentine Dyall, acteur britannique (° 7 mai 1908).
- 28 juin : James Craig, acteur américain (° 1er février 1912).

- 11 juillet : George Duvivier, contrebassiste de jazz américain (° 17 août 1920).
- 14 juillet : Marcel Schwarz, décorateur de théâtre et peintre français (° 28 décembre 1914).
- 16 juillet :
  - Heinrich Böll, écrivain allemand (° 21 décembre 1917).
  - Élie Grekoff, peintre et maître cartonnier français d'origine russe  (° 11 octobre 1914).
- 17 juillet : Czesław Marek, pianiste, professeur et compositeur polonais (° 14 septembre 1891).
- 18 juillet : Robert Raglan, acteur britannique (° avril 1906).
- 19 juillet : Janusz A. Zajdel, écrivain polonais de science-fiction (° 15 septembre 1938).
- 21 juillet : Alvah Bessie, scénariste et acteur américain (° 4 juin 1904).
- 22 juillet : Raoul Blanc, footballeur français (° 28 août 1905)[2].
- 24 juillet : Willem Minderman, artiste visuel néerlandais (° 13 août 1910).
- 25 juillet : Grant Williams, acteur américain (° 18 août 1931).
- 26 juillet : Božo Broketa, footballeur yougoslave (° 24 décembre 1922).
- 28 juillet : Michel Audiard, scénariste et réalisateur français (° 15 mai 1920).

- 1er août : Alois Carigiet, peintre, dessinateur et illustrateur suisse (° 30 août 1902).
- 2 août : Frank Faylen, acteur américain (° 8 décembre 1905).
- 4 août : Adolf Braeckeveldt, coureur cycliste belge (° 6 octobre 1912).
- 5 août : Étienne Ngounio, homme politique centrafricain (° 19 octobre 1920).
- 6 août : Philippe de Dieuleveult, journaliste et animateur de télévision (° 4 juillet 1951).
- 8 août : Louise Brooks, actrice américaine (° 14 novembre 1906).
- 10 août : Kenny Baker, chanteur et acteur américain (° 30 septembre 1912).
- 12 août : Marcel Mihalovici, compositeur français d'origine roumaine (° 22 octobre 1898).
- 13 août :
  - Jean-Paul Brusset, artiste peintre, peintre décorateur et illustrateur français (° 23 juin 1909).
  - Henri Ravera, homme politique et journaliste sportif français (° 4 février 1919).
- 16 août : Géza Toldi, footballeur international hongrois (° 11 février 1909).
- 21 août : David Olère, peintre et sculpteur français (° 19 janvier 1902).
- 25 août : Samantha Smith, écolière américaine, ambassadrice de bonne volonté en Union soviétique (° 29 juin 1972).
- 29 août :
  - Patrick Barr, acteur britannique (° 13 février 1908).
  - Lise Børsum, écrivaine norvégienne (° 18 septembre 1908).
- 30 août :
  - El Yiyo (José Cubero Sanchez), matador espagnol (° 16 avril 1964).
  - Philly Joe Jones, batteur de jazz américain (° 15 juillet 1923).

- 2 septembre : Eveline M. Burns, économiste britannico-américaine (° 16 mars 1900).
- 5 septembre : Milorad Diskić, footballeur yougoslave (° 5 février 1924).
- 10 septembre : Ange Abrate, peintre italien (° 21 avril 1900).
- 14 septembre :Julian Beck, acteur, metteur en scène, directeur de théâtre, poète et peintre américain (° 31 mai 1925).
- 15 septembre :
  - Marcel Dyf, peintre français (° 7 octobre 1899).
  - Paul Maïk, peintre français d'origine polonaise (° 24 janvier 1894).
- 16 septembre : Dezső Zádor, pianiste, chef d'orchestre et compositeur hongro-ukrainien (° 20 novembre 1912).
- 19 septembre : Italo Calvino, écrivain italien (° 15 octobre 1923).
- 23 septembre :
  - Pierre Ambrogiani, peintre, graveur et sculpteur français (° 16 janvier 1907).
  - Stefan Dembicki, footballeur français d'origine polonaise (° 15 juillet 1913).
  - Charles Phillips, archéologue britannique († 24 avril 1901).
  - Udo Deeke, homme politique brésilien († 29 décembre 1905).
- 29 septembre : Jean Helleu, peintre, aquarelliste et designer français († 29 novembre 1894).
- 30 septembre :
  - Charles Francis Richter, sismologue américain (° 26 avril 1900).
  - Simone Signoret, actrice française (° 25 mars 1921).
- ? septembre : Christian Caillard, peintre français (° 26 juillet 1899).

- 2 octobre : 
  - Rock Hudson, (Roy Scherer Fitzgerald), acteur américain (° 17 novembre 1925).
  - George Savalas, acteur américain (° 5 décembre 1924).
- 5 octobre :
  - Ēriks Ķiģelis, chanteur et musicien letton (° 11 mai 1955).
  - Abdus Sattar, homme d'État bangladais (° 1er mars 1906).
- 5 octobre ou 9 octobre : Serge Jaroff, chef d’orchestre, chef de chœur et compositeur russe puis soviétique (° 20 mars 1896).
- 9 octobre :
  - Karel De Baere, coureur cycliste belge (° 5 février 1925).
  - Manuel Guerrero, homme politique américain (° 25 octobre 1914).
- 10 octobre :
  - Yul Brynner, acteur américain (° 11 juillet 1920).
  - Orson Welles, acteur et réalisateur américain (° 6 mai 1915).
- 11 octobre : Metin Eloğlu, poète et peintre turc (° 11 mars 1927).
- 13 octobre : Herbert Nebe, coureur cycliste allemand (° 11 mai 1899).
- 16 octobre : Gaston Diomi Ndongala, homme politique congolais (° 8 août 1922).
- 17 octobre : Paul-Bernard Kemayou, homme politique et résistant anticolonialiste camerounais (° 1918).
- 18 octobre : Stefan Askenase, pianiste polonais (° 10 juillet 1896).
- 20 octobre : Knud Børge Overgaard, footballeur international danois (° 21 mars 1918).
- 22 octobre : Stefano Satta Flores, acteur et dramaturge italien (° 14 janvier 1937).
- 23 octobre : Mario Prassinos, peintre non figuratif français d'origine grecque (° 30 juillet 1916).
- 24 octobre : Maurice Roy, cardinal canadien, archevêque de Québec (° 25 janvier 1905).
- 27 octobre : William Bramley, acteur américain (° 18 avril 1928).
- 29 octobre : John Davis Lodge, acteur, puis homme politique et diplomate américain (° 20 octobre 1903).
- 30 octobre : Aimé Dossche, coureur cycliste belge (° 28 mars 1902).
- 31 octobre : Níkos Engonópoulos, peintre et poète grec (° 21 octobre 1907).

- 1er novembre :
  - Georges Duplaix, peintre, écrivain, traducteur, agent secret et éditeur français (° 26 juillet 1895).
  - Lucien Michard, coureur cycliste français (° 17 novembre 1903).
- 4 novembre : Rudolf Fernau, acteur allemand (° 7 janvier 1898).
- 8 novembre :
  - Nicolas Frantz, coureur cycliste luxembourgeois (° 4 novembre 1899).
  - Jacques Hnizdovsky, peintre, graveur, sculpteur, dessinateur d’ex-libris et illustrateur austro-hongrois puis américain (° 27 janvier 1915).
  - André Thomkins, peintre, sculpteur et poète suisse (° 11 août 1930).
- 9 novembre : Marie-Georges Pascal, actrice française (° 2 octobre 1946).
- 13 novembre : 
  - Francisco Amorós López, footballeur espagnol (° 30 juin 1921).
  - Alexandre Pokrychkine, as soviétique de la Seconde Guerre mondiale (° 19 mars 1913).
- 14 novembre : Wellington Koo, diplomate et homme d'État chinois (° 29 janvier 1887).
- 15 novembre : Meret Oppenheim, écrivaine, peintre, photographe et plasticienne suisse (° 6 octobre 1913).
- 17 novembre : Lon Nol, président de la République cambodgienne (° 13 novembre 1913).
- 21 novembre : Henri Vincenot, artiste, écrivain, peintre et sculpteur français (° 2 janvier 1912).
- 22 novembre : Lucien Chabro, violoncelliste et organiste français.
- 24 novembre : René Barjavel, écrivain et journaliste français (° 24 janvier 1911).
- 27 novembre : Fernand Braudel, historien français (° 24 août 1902).
- 28 novembre : Karl Abt, peintre allemand (° 18 décembre 1899).
- 30 novembre : Joseph Zaritsky, peintre israélien (° 1er septembre 1891).

- 2 décembre : Aniello Dellacroce, gangster italo-américain (° 15 mars 1914).
- 4 décembre :  Helen Kendall, infirmière militaire canadienne (° 29 octobre 1892)
- 5 décembre : Marcel Pouget, peintre français (° 15 août 1923).
- 6 décembre : Edmund Wunderlich, alpiniste et peintre suisse (° 3 février 1902).
- 9 décembre :
  - Jean-Claude Meunier, coureur cycliste français (° 7 décembre 1950).
  - Reinhard Schwarz-Schilling, compositeur allemand (° 9 mai 1904).
- 10 décembre : Jadwiga Dzido, résistante polonaise (° 26 janvier 1918).
- 12 décembre :
  - Ian Stewart, le sixième Rolling Stones.
  - Anne Baxter, actrice américaine (° 7 mai 1923).
- 19 décembre :
  - Seitzhan Omarov, écrivain Kazakh (° 22 juin 1985).
  - Gaston Roussel, prêtre catholique et musicien français (° 9 novembre 1913).
- 24 décembre :
  - Marcel Nowak, footballeur français (° 10 juillet 1934).
  - Alfred Pauletto, peintre, dessinateur, graphiste et illustrateur suisse (° 19 octobre 1927).
- 25 décembre : Jacques Monod, acteur français (° 21 août 1918).
- 26 décembre : Dian Fossey, éthologue américaine (° 16 janvier 1932).
- 31 décembre :
  - Jean Catta, peintre et aquarelliste français (° 2 février 1913).
  - Rick Nelson, chanteur et acteur américain (° 8 mai 1940).

- Date précise inconnue :
  - Paul Bazé, peintre français (° 28 décembre 1901).
  - Robert Bluteau, peintre et dessinateur français (° 1914).
  - Max Camis, illustrateur et peintre français (° 1890).
  - Auguste Denis-Brunaud, peintre français (° 13 janvier 1903).
  - Charlotte Henschel, peintre française d'origine allemande (° 1905).
  - Georgianna Paige Pinneo, peintre canadienne (° 26 mars 1896).
  - Giuseppe Pognante, peintre italien (° 1er février 1894).